# عبد الغني طليس
عبد الغني طليس (1955-) إعلامي، شاعر، كاتب، صحافي وأستاذ جامعي لبناني

## حياته
ولد في بعلبك ووالده كان يعمل في قوى الأمن الداخلي، وتنقل بين بعلبك و بيروت، وتعلم في مدرسة ثانوية الاداب حائز على شهادة في اللغة العربية وادابها، واعد ماجستير بعنوان «منصور الرحباني شاعرا بالفصحى»، عمل مدرسا في الجامعة اللبنانية الدولية مادة تاريخ الصراع العربي الإسرائيلي، ومادة في الإعلام.

### حياته الأسرية
متزوج ولديه اربع بنات

## مشواره المهني
بدأ في الكتابة، وبدأ ينشر قصائده في ملحق «جريدة النهار»، في صفحة بريد القراء، وفي صفحة القراء في ملحق الانوار، انطلاقته كانت من برنامج استديو الفن في العام 1974 حيث تقدم وفاز بالميدالية الذهبية، وبعد ان انهى شهادة الفلسفة ودخل الجامعة، ذهب إلى مريم شقير أبو جودة طالبا منها العمل في «دار الصياد» فعرفته بدورها إلى جورج إبراهيم الخوري، ثم في الشبكة، وبعد أربعة سنوات، باشر الكتابة في الصفحة الثقافية في جريدة الانوار،
انتسب إلى نقابة الفنانين المحترفين» في لبنان، وإلى «جمعية المؤلفين والملحنين» ومركزها في باريس.
بدأ بكتابة الاغاني وتلحينها عام 1985 لعدة مغنين وديع الصافي،نجاح سلام،ماجدة الرومي، عاصي الحلاني، راغب علامة، علاء زلزلي وغيرهم وفي أعمال مسرحية للأطفال 

### الإصدرات المطبوعة
- (1975):«هيك بحب حبيبتي
- (1995): «صعد إلى حبه وقال»
- (2010): «ما تيسر من عبد»
- (2013): «فوق رؤوس العالمين»
- (2018): موسى الصدر يحاكم الزمن العربي

### تقديم البرامج
قدم أول برنامج في العام 1985 وقدم مجموعة من البرامج كاعداد في محطات عدة، وفي العام 2000 قدم برنامج «بيت القصيد»، وفي 2006 قدم برنامجا في رمضان، وبرنامج «مسا النور» على تلفزيون لبنان